# Sybilla von Leonrod

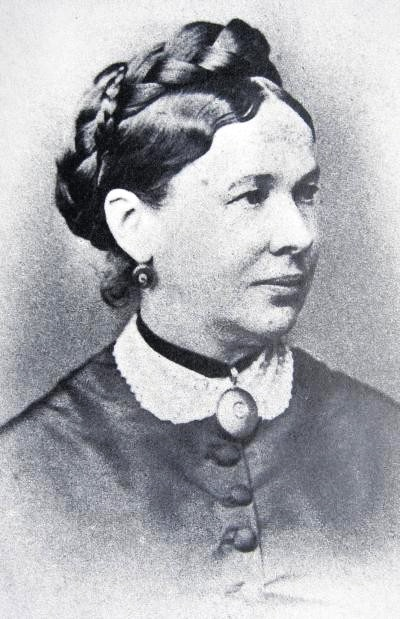
Sybilla von Leonrod

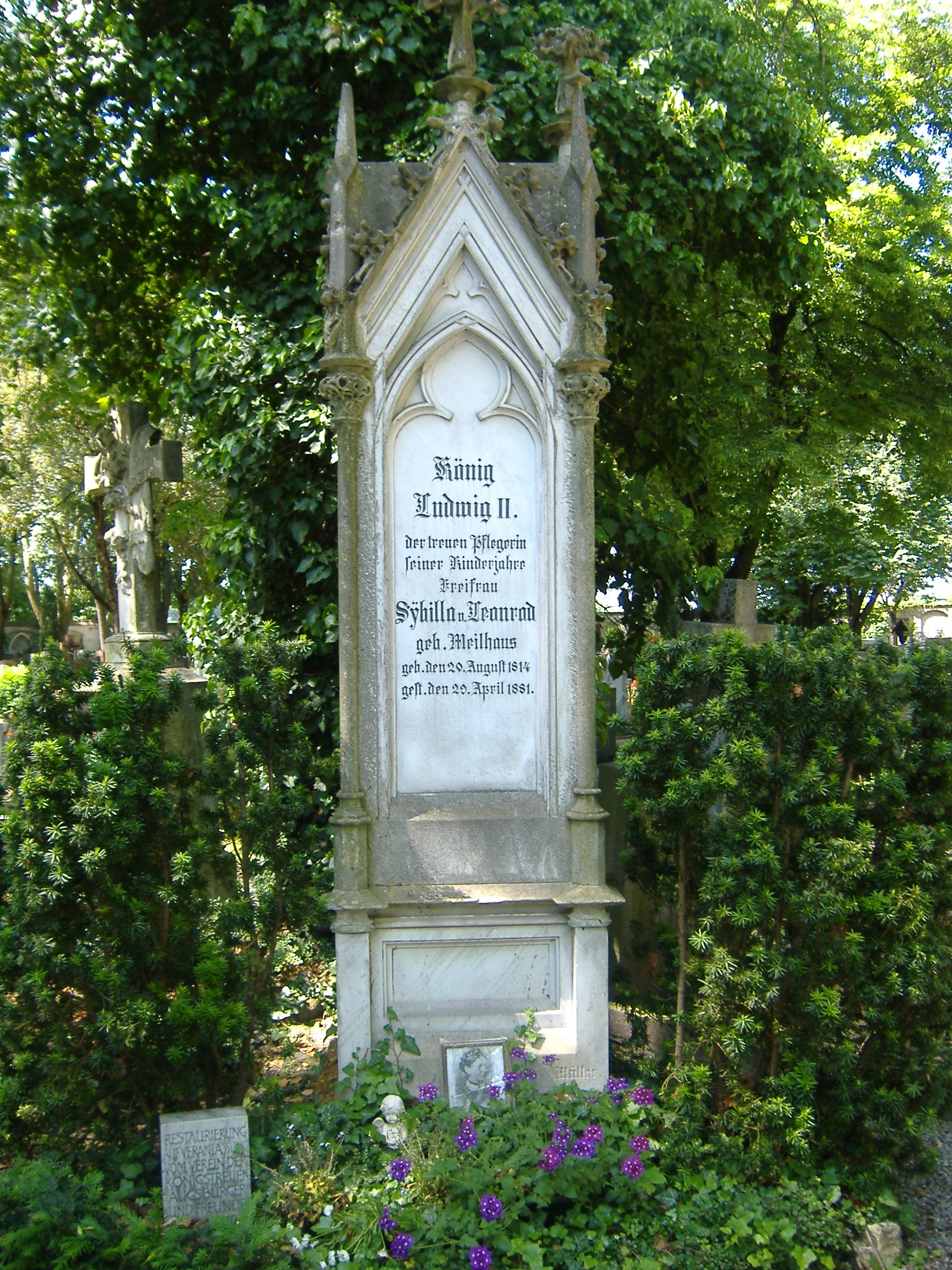
Grabstätte von Sybilla von Leonrod

Sybill(e)a Freifrau von Leonrod, geborene Meilhaus (* 20. August 1814 in Hanau; † 29. April 1881 in Augsburg), war die Erzieherin des späteren bayerischen Königs Ludwig II.

## Leben
Maria Katharina Theresia Sybilla Meilhaus war die Tochter des Hanauer Weinhändlers Martin Gustav Meilhaus und dessen Ehefrau Magdalena Thekla, geborene Walz. Ab 1846 zeichnete sie als Erzieherin des Kronprinzen Ludwig von Bayern bis zu dessen 9. Lebensjahr verantwortlich. Mehrere Biographen des Königs vertreten die Ansicht, dass Meilhaus ihren Zögling „verhätschelt“ hätte. Liebevoll nannte Ludwig seine Erzieherin „Millau“. Nach ihr übernahm Graf Theodor de La Roseé die erzieherische Verantwortung für den Kronprinzen. Als die Gouvernante die Erziehungsverantwortung für den Kronprinzen abgegeben hatte, betreute sie kurze Zeit Ludwigs drei Jahre jüngeren Bruder Otto von Bayern. 1854 schied sie aus dem Hofdienst aus.
König Ludwig blieb zeitlebens seiner Erzieherin innig verbunden, „die ihn und seinen Bruder Otto in die Geheimnisse der Lese-, Schreib- und Rechenkünste eingeweiht hatte.“
Am 16. August 1860 heiratete die 45-jährige den Freiherrn und nachmaligen General der Kavallerie August von Leonrod (1819–1904), Bruder des späteren Eichstätter Bischofs Franz Leopold von Leonrod (1827–1905) und des bayerischen Justizministers Leopold von Leonrod (1829–1905). Bedingt durch den Militärdienst des Gatten lebte das Paar an unterschiedlichen Orten, z. B. in München, Ansbach, Nürnberg, Dillingen an der Donau, Freising und zuletzt in Augsburg.
Nach dem Tod der Freifrau stiftete ihr König Ludwig II. ein neugotisches Grabmal aus Carrara-Marmor, auf dem Katholischen Hermanfriedhof in Augsburg. Der noch existierende Grabstein trägt die Inschrift:
König Ludwig II.
der treuen Pflegerin seiner Kinderjahre
Freifrau  Sybilla v. Leonrod geb. Meilhaus
geb. den 20 August 1814
gest. den 29. April 1881
Ein ähnliches Grabdenkmal hatte des Königs Großvater Ludwig I. seiner eigenen Erzieherin Louise Weyland in Mannheim errichten lassen.